# Santuario della Madonna dell'Apparizione
Il Santuario della Madonna dell'Apparizione é una chiesa, santuario e monumento nazionale  dell’isola di Pellestrina, località che pur amministrativamente collocata nel comune di Venezia fa parte però della diocesi di Chioggia (forania di Chioggia-Pellestrina), eretta come ringraziamento per la liberazione di Venezia dalla minaccia Turca (Impero Ottomano) a seguito di una apparizione della Vergine che chiedeva di pregare per ottenerla.

## Storia
Nel 1718 il vescovo di Chiogga Giovanni Soffietti diede inizio alla costruzione del tempio sul luogo dell'antico oratorio dei Santi Vito e Modesto a seguito di una apparizione della Madonna, nel 1716, a Natalino Scarpa, un bambino del paese.
La Vergine apparse in sembianza di anziana dando il messaggio al bimbo di dire al Parroco di far celebrare messe per le anime del purgatorio se si voleva che Venezia vincesse sui Turchi (Lo stato Turco-musulmano, noto in occidente con il nome di Impero islamico Ottomano, che minacciava Venezia e con il quale era in corso una guerra): «Vien qua fio. Va dal pievàn e dighe ch’el faza celebrar delle messe per l’aneme del purgatorio, se volemo aver vittoria. Portame la resposta, e tel digo a ti perché ti xe degno».
Fatte le debite indagini religiose sulla veridicità dell'apparizione con un Processo Canonico , e in seguito a miracoli testimoniati e alla vittoria di Petervaradino e al respingimento dei Turchi, venne edificato il Santuario.
Ogni anno da allora, nella piccola isola tra il mare e la laguna, viene sentitamente celebrata una festa per ricordare l'apparizione e i miracoli di più di trecento anni fa.
Parzialmente demolito a causa di due incendi nell'Ottocento e nel 1901 venne restaurato definitivamente nei primi del Novecento.
Nel 1953, in seguito a scavi, si scoprì il punto preciso dove apparve la Madonna, sul perimetro che indicava la fondamenta dell'oratorio, fu posta una fascia di marmo in cui sono scolpite le parole: Delimitazione dell'Oratorio dei SS. Vito e Modesto costruito nel 1595 e demolito nel 1723.
Il 15 aprile 1923 il Tempio è consacrato sotto il titolo dell'Apparizione di Maria Santissima, nel medesimo anno il 20 novembre fu dichiarato monumento nazionale.

## Descrizione

### Esterno
L'edificio, con la sua pianta ottagonale, rappresenta un punto rilevante nella produzione di Andrea Tirali che influenzerà Temanza e successivamente anche Selva. E nettamente percepibile l'ascendente palladiano, mediato dagli insegnamenti del suo maestro Andrea Musalo, nell'armonica purificazione del manufatto architettonico e nelle citazioni classicistiche dei portali e delle finestre termali. L'unica concessione alla memoria barocca appare il sovrapporsi delle strutture dei timpani nella facciata principale.